# There’s Got to Be a Way
A There’s Got to Be a Way Mariah Carey amerikai énekesnő utolsó kislemeze bemutatkozó albumáról. A kislemez egyedül Európában jelent meg az I Don’t Wanna Cry helyett, de nem kísérte nagy promóció, és nem is aratott nagy sikert. A szám egy gyors tempójú dal, a rasszizmusról és szegénységről szól. Az Egyesült Királyságban a slágerlista 54. helyére került.

## Videóklip
A Larry Jordan rendezte videóklipben Carey az utcákon sétál, míga  hajléktalanokról és a rasszizmusról énekel, majd csatlakoznak hozzá barátai, és táncolni kezdenek. Shep Pettibone készített remixeket a dalhoz. A videóklipben a 7" remix is hallható.

## Változatok
Brit CD maxi kislemez
1. There’s Got to Be a Way (Album Version)
2. There’s Got to Be a Way (7" Remix)
3. Someday (7" Jackswing mix)
4. Vision of Love

Brit 12" maxi kislemez
1. There’s Got to Be a Way (Album Version)
2. There’s Got to Be a Way (12" Remix)
3. There’s Got to Be a Way (Alternative Vocal Club Mix)

## Hivatalos remixek
- There’s Got to Be a Way (7" Remix)
- There’s Got to Be a Way (12" Remix)
- There’s Got to Be a Way (Alternative Vocal Club Mix)
- There’s Got to Be a Way (Alternative Vocal Dub Mix)
- There’s Got to Be a Way (Sample Dub Mix)